# Osaka Express
L'Osaka Express è una nave portacontainer gestita dalla compagnia di navigazione Hapag-Lloyd. Questa nave ha una capacità di 8749 TEU e 103800 tonnellate di portata lorda. Può raggiungere una velocità di 25 nodi. Appartiene alla classe di navi Colombo Express.